# 飯塚春太郎

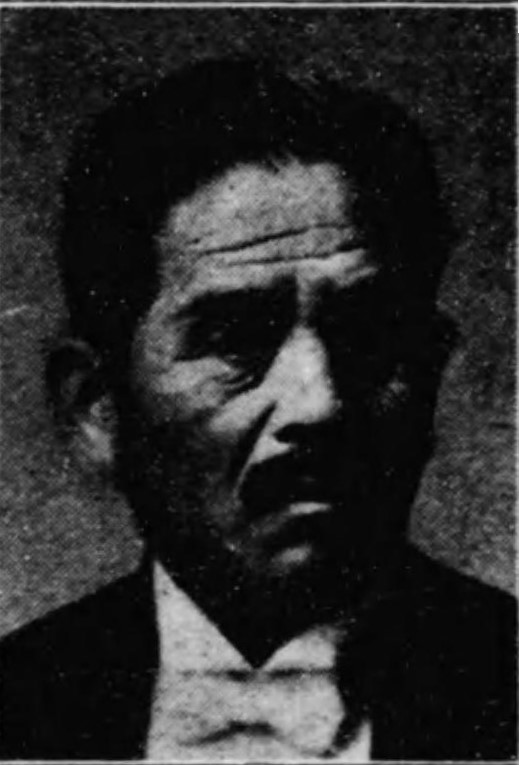
飯塚春太郎

飯塚 春太郎（いいづか はるたろう、1865年2月6日（慶応元年1月11日）- 1938年（昭和13年）1月8日）は、明治から昭和前期の実業家、政治家。衆議院議員。

## 経歴
上野国山田郡、のちの群馬県山田郡広沢村（現桐生市広沢町）で、賀茂神社祠官・飯塚二葉の長男として生まれる。群馬県中学校（現群馬県立前橋高等学校）を卒業し、1882年（明治15年）家督を相続。1890年（明治23年）東京法学院（現中央大学）英語法科を卒業した。
広巾輸出絹織物製造業を営む。桐生織物同業組合長、渡良瀬水電取締役、日本絹撚取締役、両毛整織社長などを務め、桐生の織物業の近代化に貢献した。
政界では、1893年（明治26年）群馬県会議員に選出され2期在任した。その後政界から離れたが、1920年（大正9年）5月の第14回衆議院議員総選挙で群馬県第3区から出馬して当選し、以後、第20回総選挙まで連続7回の当選を果たした。この間、衆議院南洋視察団長、憲政会会計監督、同群馬支部長、立憲民政党群馬支部長、衆議院全院委員長、関税調査会委員などを務めた。